# Dočki-materi
Dočki-materi (Дочки-матери) è un film del 1974 diretto da Sergej Apollinarievič Gerasimov.

## Trama
Il film racconta di una ragazza che è cresciuta in un orfanotrofio, non conoscendo sua madre. E all'improvviso riceve una vecchia lettera che sua madre ha scritto molti anni fa, e decide di andare a Mosca per incontrare sua madre.